# Johann Kaspar Cappel
Johann Kaspar Cappel (* Juni 1710 in Elberfeld (heute Stadtteil von Wuppertal); † Januar 1764 ebenda) war Bürgermeister in Elberfeld.
Cappel wurde als Sohn des Elberfelder Kaufmanns und Bürgermeisters von 1715 Johann Peter Cappel (1668–1725) geboren und am 28. Juni 1710 getauft. Seine Mutter hieß Maria Magdalena von Carnap (1686–1731) und war die Tochter von Kaspar von Carnap (1648–1727), der insgesamt sechs Mal Bürgermeister gewesen war.
Er selbst heiratete am 18. Juni 1739 in Elberfeld Charlotta von Carnap (1717–1792), seine Cousine. Sie war die Tochter von Wilhelm von Carnap (1680–1749), zweifacher Bürgermeister in den Jahren 1718 und 1725 und jüngerer Bruder von Johann Kaspar Cappels Mutter. Mit seiner Frau hatte Cappel drei Kinder, die aber alle im Kindesalter starben.
Cappel begann zunächst wie sein Vater als Kaufmann in Elberfeld. Von 1740 bis 1745, 1748, 1750, 1752 und 1753 war er im Rat der Stadt Elberfeld. Im Jahr 1742, 1744 und 1751 wurde er erfolglos für das Amt des Bürgermeisters vorgeschlagen. Erst mit der Wahl 1754 wurde er in das Amt gewählt, dass er ein Jahr lang bekleidete, bevor er 1755 Stadtrichter wurde. Im Jahr darauf war er noch einmal Ratsmitglied. Cappel starb im Januar 1764 und wurde am 26. beerdigt.